# Antônio Carlos Félix
Antonio Carlos Félix (ur. 5 grudnia 1957 w Caldas) – brazylijski duchowny katolicki, biskup Governador Valadares od 2014.

## Życiorys
20 grudnia 1986 otrzymał święcenia kapłańskie. Inkardynowany do archidiecezji Pouso Alegre, pracował m.in. w miejscowym seminarium (jako wykładowca, prorektor oraz rektor).
5 lutego 2003 papież Jan Paweł II mianował go biskupem diecezji Luz. Sakry biskupiej udzielił mu 4 maja 2003 arcybiskup Pouso Alegre – Ricardo Pedro Chaves Pinto Filho.
6 marca 2014 papież Franciszek mianował go biskupem ordynariuszem Governador Valadares. Ingres odbył się 18 maja 2014.